# Paa Æresord
Paa Æresord er en amerikansk stumfilm fra 1917 af Raoul Walsh.

## Medvirkende
- Milton Sills som Joseph Stanton.
- Cora Drew
- James A. Marcus
- Arthur Mackley som Steven Holt.
- Miriam Cooper som Edith.